# 博戈莫利夫卡
49°5′4″N 36°33′3″E / 49.08444°N 36.55083°E
博霍莫利夫卡（烏克蘭語：Богомолівка）是位於烏克蘭東部的村莊，由哈爾科夫州洛佐瓦區的洛佐瓦市鎮負責管轄。該村處於布里泰河畔，始建於1881年，面積0.43平方公里，海拔高度85米，2001年人口141。